# آرنولد میچل (بازیکن فوتبال)
آرنولد میچل (انگلیسی: Arnold Mitchell; ۱ دسامبر ۱۹۲۹ – ۱۹ اکتبر ۲۰۱۴) بازیکن فوتبال اهل بریتانیا بود.
از باشگاه‌هایی که در آن بازی کرده‌است می‌توان به باشگاه فوتبال اکستر سیتی، باشگاه فوتبال ناتینگهام فارست، باشگاه فوتبال دربی کانتی، و باشگاه فوتبال نوتس کانتی اشاره کرد.